# .sy
sy. هو نطاق المستوى الأولي لسوريا (ccTLD). وعلى من يريد تسجيل نطاق ينتهي بـ.sy لابد أن يكون الموقع ممثل محلّي أو يكون الموقع مستضاف على خوادم اسم نطاق (DNS) السورية.

## نطاقات ذات المستوى الثاني
هناك ثمانِ نطاقات من المستوى الثاني. التسجيلات تتم بدأً من المستوى الثالث
- edu.sy : مواقع تعليمية
- sci.sy : مواقع علمية
- gov.sy : مواقع حكومية
- com.sy : مواقع تجارية
- org.sy : مواقع منظمات
- net.sy : شبكات
- mil.sy : مواقع عسكرية

## وصلات خارجية
- قائمة بجميع المواقع ذات نطاق "sy."